# Shan Foster
Pour les articles homonymes, voir Foster.
Shan Donte Foster né le 20 août 1986 à Laurel (États-Unis), est un joueur américain de basket-ball.